# Fungia seychellensis
Fungia seychellensis är en korallart som beskrevs av Bert W. Hoeksema 1993. Fungia seychellensis ingår i släktet Fungia och familjen Fungiidae. IUCN kategoriserar arten globalt som sårbar. Inga underarter finns listade i Catalogue of Life.